# Goudex
Goudex este o comună în departamentul Haute-Garonne din sudul Franței. În 2009 avea o populație de 41 de locuitori.

## Evoluția populației
| An        | 1975 | 1982 | 1990 | 1999 | 2006 | 2009 |
| --------- | ---- | ---- | ---- | ---- | ---- | ---- |
| Populație | 47   | 48   | 47   | 43   | 41   | 41   |